# セルジュ・アロシュ
セルジュ・アロシュ（仏: Serge Haroche、1944年9月11日 - ）は、フランスの物理学者。2012年に「個々の量子系の計測と操作を可能にした画期的な手法の開発」、すなわち光子の研究でノーベル物理学賞をデービッド・ワインランドと共同受賞した。2001年以降、アロシュはコレージュ・ド・フランスで量子力学の教授を務めている。

## 私生活
セルジュ・アロシュはカサブランカでユダヤ系の家に生まれた。父はアルベール・アロシュ（1920年-1998年）、母はロシア系で旧姓 Roubleva (ロシア語: Рублёва) のヴァランティーヌ・アロシュ（1921年-1998年）である。父のアルベールは法律家であり、その両親のイーザク・アロシュとエスタ・アロシュはマラケシュ出身で、École de l’Alliance Israélite で教師として働くためカサブランカに移ってきた。母のヴァランティーヌは教師であり、生まれは当時ウクライナ・ソビエト社会主義共和国だったオデッサである。ヴァランティーヌの両親はキシナウとミンスク生まれのアシュケナジムであり、1920年代はじめにパリに移ってきた。
アロシュは1956年のモロッコ独立の際にフランスに移った。現在はパリに住んでいる。彼の妻は科学者のクローディーヌ・アロシュであり、旧姓は Zeligsonというやはりロシア系ユダヤ人の移民である。40歳、43歳の二子がある。
フランスのシンガー・ソングライター兼俳優であるラファエルは甥にあたる。

## 経歴
アロシュは1967年-1975年の間、フランス国立科学研究センター (CNRS) に研究員として務め、1972年-1973年の間はスタンフォード大学のアーサー・ショーローの研究室の客員博士研究員 (visiting post-doc) だった。1975年にピエール・エ・マリー・キュリー大学（パリ第6大学）の教授となった。同時に他の機関、具体的にはエコール・ポリテクニーク（1973年-1984年）、ハーバード大学（1981年）、イェール大学（1984年-1993年）でも教鞭を執っている。1994年-2000年の間は高等師範学校の物理学部長を務めた。
2001年以降、アロシュはコレージュ・ド・フランスで量子力学の教授を務めている。彼はフランス物理学会 (Société Française de Physique)、ヨーロッパ物理学会の会員であり、アメリカ物理学会のフェロー・会員である。
2012年9月、アロシュは同僚らによってコレージュ・ド・フランスの学長に選出された。
2012年10月9日、アロシュのノーベル物理学賞受賞が発表された。アメリカの物理学者デービッド・ワインランドとの共同受賞であり、個々の量子系の計測と操作に関する研究が授賞理由とされた。

## 研究
アロシュの主な研究領域は原子物理学と量子光学である。1996年にパリの高等師範学校で同僚らと共同研究を行ない、実験観察によって量子デコヒーレンスを実証したことで最も知られる。
クロード・コーエン＝タヌージ（ノーベル賞受賞者）の指導を受けて1967年から1971年にかけてドレス原子 (dressed atoms) に関する博士論文を著したのち、1970年代にアロシュは量子ビートと超放射の研究をもとに分光法の新しい手法を編み出した。そしてリュードベリ原子の研究に移った。この大型原子状態はマイクロ波の影響を受けやすく、その性質が光と物質の相互作用を調べるのに役立った。数個の光子を格納した超伝導キャビティ（共振器）でリュードベリ原子を扱うことにより、リュードベリ原子が量子デコヒーレンスの検証、および量子情報の処理で必要となる量子論理演算の実現に適していることをアロシュは示した。

## 受賞歴
- レジオンドヌール勲章（オフィシエ）
- 1988年 - Einstein Prize for Laser Science (en)
- 1992年 - フンボルト賞
- 1993年 - Albert A. Michelson Medal（フランクリン協会（英語版））[27]
- 2007年 - チャールズ・ハード・タウンズ賞[28]
- 2009年 - 国立科学研究センター 金メダル[18]
- 2012年 - ノーベル物理学賞（デービッド・ワインランドと共同受賞）[3]
- 2014年 - ディラック・メダル（ニューサウスウェールズ大学）